# Sergio Santos Hernández
Sergio Santos Hernández, detto Oveja (Bahía Blanca, 1º novembre 1963), è un allenatore di pallacanestro argentino.

## Palmarès

### Club
- Campionato argentino: 6

Estudiantes Olavarría: 1999-00, 2000-01
Boca Juniors: 2003-04
Peñarol Mar del Plata: 2010-11, 2011-12, 2013-14
- Campionato Panamericano: 1

Estudiantes Olavarría: 2000
- Liga Sudamericana: 3

Estudiantes Olavarría: 2001
Peñarol Mar del Plata: 2010
UniCEUB Brasília: 2013
- Torneo Copa de Campeones: 1

Estudiantes Olavarría: 2001
- Campionato Sudamericano per club: 1

Boca Juniors: 2004
- FIBA Americas League: 2

Peñarol Mar del Plata: 2008, 2009
- Coppa di Argentina: 3

Boca Juniors: 2003, 2004
Peñarol Mar del Plata: 2010
- Copa Desafío: 1

Peñarol Mar del Plata: 2007
- Torneo Súper 8: 2

Peñarol Mar del Plata: 2009, 2011

### Individuale
- Miglior allenatore del campionato argentino: 4

1993, 2001, 2002, 2010